# Isidor von Stapelmohr
Kristoffer Isidor von Stapelmohr (i riksdagen kallad von Stapelmohr i Östersund), född 27 mars 1849 i Östra Skrukeby församling, Östergötlands län, död 20 september 1916 i Östersunds församling, Jämtlands län, var en svensk borgmästare och riksdagsman.
von Stapelmohr var borgmästare i Östersunds stad 1879–1916 och ledamot av Första kammaren i Sveriges riksdag 1892–1899 och 1903–1915 (vald 15 april 1903 för att ersätta den avlidne Robert von Kræmer) för Jämtlands läns valkrets och Högerpartiet. I Riksdagen var Stapelmohr ordförande i Bankoutskottet 1912 och 1914–1915. Isidor von Stapelmohr var även styrelseordförande i Orsa–Härjeådalens Järnväg och ordförande i Jämtlands läns landsting.
Under hans tid som borgmästare var Östersund i sin mest expansiva period och von Stapelmohr präglade i hög grad stadens utveckling. Jamtli friluftsmuseum grundades under von Stapelmohrs tid som borgmästare och Östersunds stad upplät på hans förslag mark till museet. Han har en väg i Östersund uppkallad efter sig.
von Stapelmohr begravdes 1916 på Norra begravningsplatsen i Östersund.

## Familj
Han gifte sig 1881 med Gunilla Sofia Vilhelmina född Bergmansson (1853-1938) och paret fick två barn:
- Elsa (1882-1972), gift med militären Curt Bernhard Brant-Lundin (1882-1959) och fick sonen Lennart Brant-Lundin.

- Marit (1884-1981), ogift.